# Орос, Ярослав Николаевич
Ярослав Николаевич Орос (укр. Ярослав Миколайович Орос; род. 18 апреля 1959, с. Широкий Луг, Тячевский район, Закарпатская область) — украинский прозаик, журналист.
Лауреат Международной литературной премии «Гранослов-91».
Главный редактор газет («Персонал плюс», «Украинская газета»), директор журнала («Книжный клуб плюс»).
Вел авторскую программу «Четвёртый универсал» на Украинском радио.
Основал в издательстве «Знання» («Знание») серию «Класна література» («Класная литература»).

## Образование
Окончил Сторожинецкий лесной техникум (1978), факультет журналистики Киевского государственного университета им. Т. Шевченко (1986).

## Изданные книги
- 1991 — «Заповіти білих горватів» («Заветы белых горватов»)
- 1992 — «Змагання катів» («Схватка палачей»)
- 1995 — «Чотирикутна зірка. Арійські притчі» («Четырехугольная звезда. Арийские притчи»)
- 1999 — «Кощуни. Хроніки волхва» («Кощуны. Хроники волхва»)
- 2001 — «Модуль Яфета»
- 2006 — «Заповіти білих горватів. Кощуни» («Заветы белых горватов. Кощуны»
- 2009 — «Врата Сімаргла» («Врата Симаргла»)
- 2009 — «Яфет і Хам» («Яфет и Хам»)
- 2011 — «Триликий Ной» («Триликий Ной»)
- 2012 — «Дримба» («Варган»)
- 2017 — «Витівки Ярґа» («Выдумки Ярга»)
- 2019 — «Чара»
- 2021 — «Чиненик»
- 2023 — «На пороге войны»
- 2025 — "Тесла возлюбил Черногору"